# Brad Walst
Brad Walst (ur. 16 lub  17 lutego 1977 r.) – basista kanadyjskiego zespołu rockowego Three Days Grace. Pochodzi z Norwood w prowincji Ontario w Kanadzie. Wraz z wokalistą (Adam Gontier) i perkusistą (Neil Sanderson) założyli w 1992 roku zespół o nazwie Groundswell, który potem przeistoczył się w 1997 roku w Three Days Grace. Od trzynastego roku życia gra na gitarze basowej. Jego brat Matt Walst jest wokalistą grupy rockowej z Kanady My Darkest Days. W 2013 roku 9 stycznia Matt Walst dołączył do zespołu Three Days Grace jako wokalista prowadzący.